# Stånga

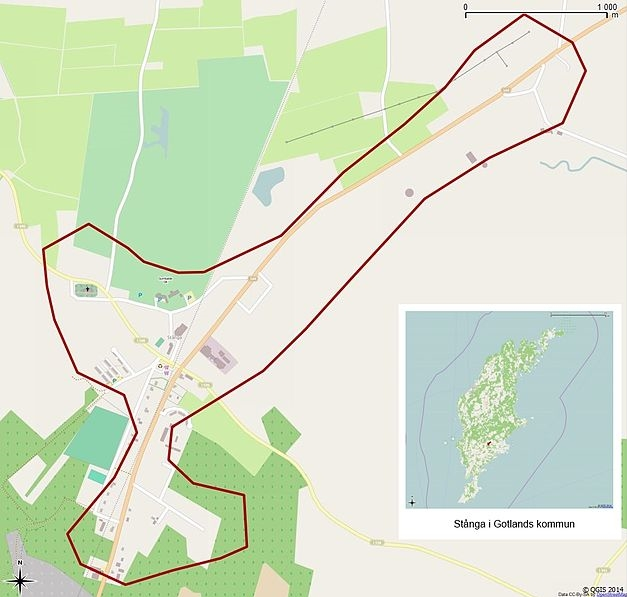
Tätorten Stångas avgränsning 1990.

Stånga är en tätort i Gotlands kommun i Gotlands län och kyrkby i Stånga socken, belägen cirka 50 km söder om centralorten Visby.

## Historia
Här har Kylverstenen hittats, en av landets äldsta runstenar.
I Stånga finns en medeltidskyrka.

### Befolkningsutveckling
| Befolkningsutvecklingen i Stånga 1960–2020 | Befolkningsutvecklingen i Stånga 1960–2020 | Befolkningsutvecklingen i Stånga 1960–2020 | Befolkningsutvecklingen i Stånga 1960–2020 | Befolkningsutvecklingen i Stånga 1960–2020 |
| ------------------------------------------ | ------------------------------------------ | ------------------------------------------ | ------------------------------------------ | ------------------------------------------ |
|                                            |                                            |                                            |                                            |                                            |
| År                                         |                                            |                                            | Folkmängd                                  | Areal (ha)                                 |
| 1960                                       | 1960                                       |                                            | 229                                        |                                            |
| 1965                                       | 1965                                       |                                            | 218                                        |                                            |
| 1970                                       | 1970                                       |                                            | 247                                        |                                            |
| 1975                                       | 1975                                       |                                            | 255                                        |                                            |
| 1980                                       | 1980                                       |                                            | 360                                        |                                            |
| 1990                                       | 1990                                       |                                            | 348                                        | 101                                        |
| 1995                                       | 1995                                       |                                            | 347                                        | 103                                        |
| 2000                                       | 2000                                       |                                            | 334                                        | 103                                        |
| 2005                                       | 2005                                       |                                            | 342                                        | 105                                        |
| 2010                                       | 2010                                       |                                            | 317                                        | 105                                        |
| 2015                                       | 2015                                       |                                            | 335                                        | 111                                        |
| 2020                                       | 2020                                       |                                            | 332                                        | 125                                        |
|                                            |                                            |                                            |                                            |                                            |

## Evenemang
Stånga är hemvist för Stångaspelen. Det är ett årligt evenemang som har anor från 1924, då Föreningen Gotländsk Idrott (FGI) initierade spel på Gumbalde äng i Stånga. År 1956 flyttades tävlingarna tillbaka till Stangmalmen, där de sedan dess har arrangerats på en inhägnad arena med upp till 26 pärkplaner. Stångaspelen är en viktig del av Gotlands kulturarv och ses som en folkfest med engagemang över generationer. Riksidrottsförbundet har utsett Stangmalmen till en av öns viktigaste idrottsplatser. Traditionerna har kopplingar till vikingatidens lekar och gutnisk identitet.

## Idrott
I orten verkar Gumbalde GK samt Stånga IF.